# The Verge
«Вердж» (англ. The Verge ['vəːdʒ], «(передній) край») — американський вебсайт про комп'ютерну техніку, гаджети і стиль життя. Почав свою роботу 1 листопада 2011 року. Головний редактор — Нілай Патель (англ. Nilay Patel). Адреса сайту — theverge.com [Архівовано 5 серпня 2011 у Wayback Machine.].
The Verge є 219-м за популярністю американським вебсайтом, а також займає 607-е місце в глобальному рейтингу  (за даними Alexa на 24.10.2018).
Сайт є частиною холдингу Vox Media.

## Історія
У квітні 2011 року був запущений блог про технології під назвою This Is My Next. Публікуючи 3-5 статей в день, сайт став залучати близько 1 млн відвідувачів і станом на 23 серпня 2011 перебував на 22-му місці в списку популярних сайтів про IT (інформаційні технології) за версією Techmeme. Крім статей, на сайті регулярно з'являлися аудіо-подкасти.
1 листопада This Is My Next завершив свою роботу, поступившись місцем новому проєкту своїх творців, Джошуа Топольського і Пола Міллера, — The Verge.
У серпні 2014 співзасновник сайту Джошуа Топольський покинув створений ним проєкт і перейшов у «Блумберґ». Місце головного редактора зайняв Нілай Патель.

## Розділи сайту
Вебсайт The Verge розділений на дві частини. Перша складається з редакційних статей (у середньому публікується близько 10 на день). Друга — форум, на якому можуть спілкуватися зареєстровані користувачі: створювати нові теми і залишати коментарі до вже існуючих.

## Контент
На The Verge публікуються статті, пов'язані зі сферою IT (зокрема, новини, огляди, текстові та фото-трансляції з різних заходів і конференцій. Компанія Vox Media також виробляє кілька вебшоу: например, «90 секунд на „Вердж“» (90 Seconds on The Verge). Крім того, час від часу випускаються спеціальні відео (так звані англ. feature videos, «ф'юче відеоуз»), що розповідають про конкретну подію або людину (наприклад, про екскурсію на студію «Піксар», присвячену випуску мультфільму «Університет монстрів».)
Повний список рубрик:
- Новини
- Огляди
- Прямі трансляції з презентацій IT-компаній
- On The Verge
- Top Shelf — програма про найцікавіші події за тиждень.
- 90 Seconds on The Verge — щоденне шоу тривалістю 90 секунд, в якому розповідається про три найбільш значущі новини минулого дня (більше не випускається).
- The Vergecast — подкаст.
- The Verge Mobile Show
- The Verge Book Club